# Michelangelo Giusta
Michelangelo Giusta (Mondovì, 22 settembre 1921 – 13 febbraio 2005) è stato un filologo classico e storico della filosofia italiano.

## Biografia
Si laureò a Torino in Lettere, con una tesi di Filologia classica nel 1942 (relatore Augusto Rostagni), e in Storia della filosofia nel 1951, con Nicola Abbagnano.
Tra il 1946 e il 1966 fu professore di Greco e Latino presso il liceo classico Giovanni Battista Beccaria di Mondovì, città della quale fu sindaco tra il 1953 e il 1957 e tra il 1990 e il 1994. Nel 1966 diventò professore di Filologia classica presso l'Università di Torino, incarico che manterrà fino al 1991; nel 1976 fu direttore dell'Istituto di Filologia classica dell'Ateneo.

## Ambiti di ricerca
Michelangelo Giusta provò con le sue ricerche condotte sugli autori greci e latini (I dossografi di etica, 2 voll. Torino, Giappichelli, 1964) che anche nell'ambito dell'etica - oltre che in quello della fisica, come già aveva dimostrato il filologo tedesco Hermann Diels - gli autori antichi greci e latini, compresi quelli cristiani (anche i più noti), utilizzarono nelle loro opere i cosiddetti Vetusta placita: essi furono una sorta di compendio anonimo (alla Bignami) che riportava frasi o brani su determinati argomenti dei diversi predecessori, divisi per autore. Infatti, è sempre stato difficile spiegare come Cicerone, Seneca, Filodemo di Gadara, Plinio il Vecchio, Agostino di Ippona e altri potessero aver consultato tutti gli autori e tutte le opere di cui riferivano citazioni nelle proprie, vista la difficoltà di circolazione del materiale papiraceo.
Ha rafforzato le conclusioni di Giusta una tesi di laurea discussa con lui (1972) da Fulvio Basteris sul De cohibenda ira ("Del non arrabbiarsi") di Plutarco, con la quale ha comparato sull'argomento in questione passaggi di vari autori in loro testi pervenutici mediante papiri, rilevandone, ad esempio, oltre alla congruità enunciativa dei testi stessi presi in esame, un sorprendente e analogo numero di caratteri utilizzati, segno che gli autori leggevano da un compendio copiato su papiri provenienti da un medesimo archetipo (si veda, a proposito di papiri greci, la voce di Wikipedia sui 180 papiri ercolanensi, ritrovati durante gli scavi effettuati nel XVIII secolo nell'omonima Villa dei papiri di Ercolano, ancor oggi semisepolta).

## Opere
- I dossografi di etica, Torino, Giappichelli, 1964
- Il testo delle Tusculane, Firenze, Le Lettere, 1991
- Il testo dell'Ippolito di Euripide. Congetture e croci, Firenze, Le Lettere, 1998
- Fulvio Basteris, Il "Perí aorghesias di Plutarco" e i Vetusta Placita, Torino, tesi di laurea (Relatore M. Giusta), 1972